# Ambassade du Danemark en Suède
L'ambassade du Danemark en Suède est la représentation diplomatique du royaume du Danemark auprès du royaume de Suède. Elle est située au numéro 1 de la place Jakobs, dans le district Norrmalm à Stockholm, capitale du pays.

## Histoire
Le Danemark a une ambassade en Suède depuis 1722.

## Bâtiment
L'ambassade du Danemark en Suède occupe depuis 1953 la maison du Danemark (Danmarks hus en suédois), située au numéro 1 de la place Jakobs, dans le district Norrmalm à Stockholm, la capitale suédoise. 
Historiquement, elle a occupé plusieurs adresses, parmi lesquelles :
- le Utrikesministerhotellet (sv)
- le 1 Villagatan (sv) (1904)
- Adelswärdska huset (sv) (1907-12)
- Burmanska huset (1913-23)
- Hellstrandska huset (sv) (1924)
- le 21 Villagatan (1925-29)
- le 70 Valhallavägen (1930-44)
- le 14A Karlavägen (1945-52)